# 1914/15年式76毫米高射炮
1914/15年式76毫米高射炮是俄国第一种专用高射炮。

## 历史
1913年，瓦西里·瓦西里耶维奇·塔诺夫斯基完成了该炮设计。1914年炮兵装备局批准了设计。但由于政治内斗，塔诺夫斯基被迫把设计卖给了圣彼得堡的普梯洛夫工厂。由法蘭茲·蘭德修改设计。因此该炮也称为兰德炮。
该炮是筒紧炮身。但1930年代的产品改为可去除内衬身管。 该炮采用舰炮方式安装在中央转轴（central pivot），身管下方是液力复进筒。是第一种采用半自动惯性楔形立式炮闩的火炮。发射76.2 × 385 mm R榴弹。能使用M1902式76.2毫米野砲的全部炮弹，还能发射定时引信高射炮弹。1914年底，4门原型炮装在了卡车上。1915年2月通过了型号测试。 
1914年8月开始生产12门。1915年为俄国海军生产的20门炮的仰角从65°增加到75°。这些高炮安装在卡车、装甲列车与要塞固定炮位。截至1917年底，总共生产了76门。炮兵装备局至少订购了146个高炮连584门炮。
苏联时期一直生产至1934年，命名为“8-K”。
1937年1月18日，苏联运去的12门该炮在阿利坎特上岸，编为4个3门制高炮连，参加西班牙内战。

## 海军使用
- 纳希莫夫海军上将级轻巡洋舰（英语：Admiral Nakhimov-class cruiser） -红色高加索号轻巡洋舰（英语：Soviet cruiser Krasnyi Kavkaz）最初服役时装4门该炮。
- 费多尼希级驱逐舰（英语：Fidonisy-class destroyer） - 穷人号驱逐舰（英语：Soviet destroyer Nezamozhnik）、邵武勉号驱逐舰（俄语：Левкас (эсминец)）、热列兹扬科夫号驱逐舰（俄语：Железняков (эсминец)）在服役初期安装2门该炮。1929年捷尔任斯基号驱逐舰（俄语：Калиакрия (эсминец)）改装后安装2门该炮。[5]
- 甘古特级战列舰 - 建造时每艘在后上甲板安装1门该炮。1920–1922年后在3艘幸存的该级舰尾炮塔顶部安装3门该炮。[6]
- 阿芙乐尔号防护巡洋舰 - 1923年改装4门该炮.[7]
- 共产国际号轻巡洋舰（英语：Soviet cruiser Komintern） - 1931年改装4门该炮.[8]
- 斯韦特兰娜级轻巡洋舰（英语：Svetlana-class cruiser） - 红色克里米亚号轻巡洋舰（英语：Soviet cruiser Krasnyy Krym）曾改装9门该炮。

## 照片

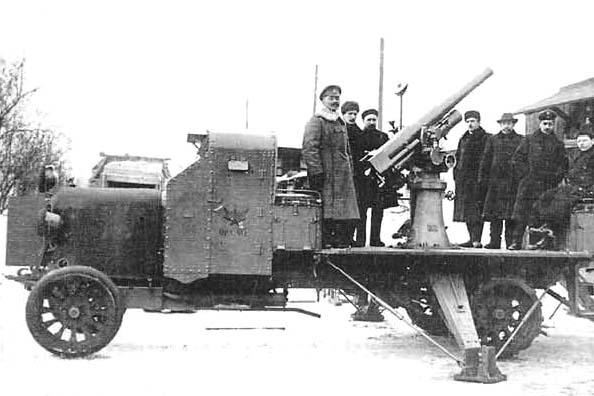
瓦西里·瓦西里耶维奇·塔诺夫斯基（俄语：Тарновский, Василий Васильевич (1880)）(最左) 1915年3月与他指挥的第一批卡车车载高射炮.
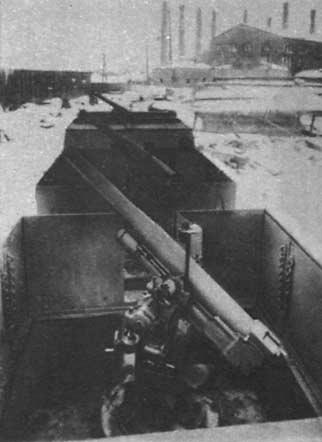
装甲列车上的1914/15型高炮
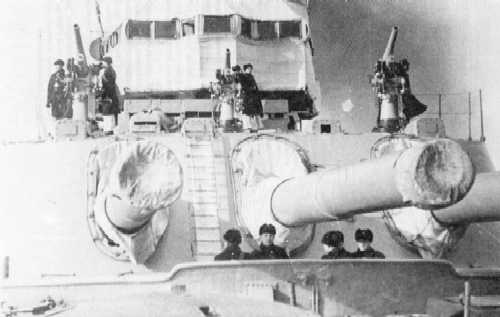
1925年马拉号战列舰艏部12英寸三联主炮炮塔顶部的3门1914/15型高炮
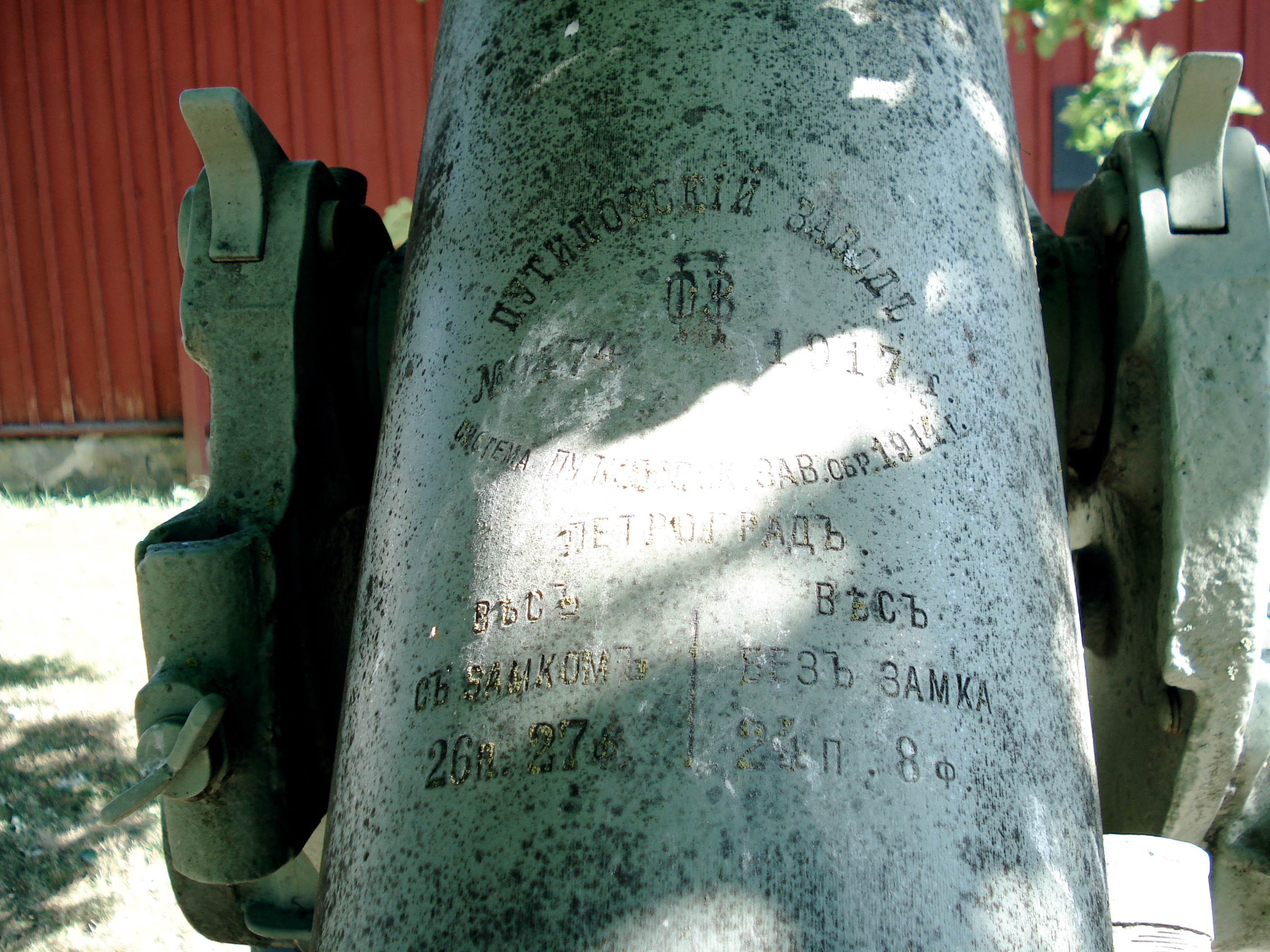
芬兰图苏拉一门幸存1914/15型高炮的制造标记
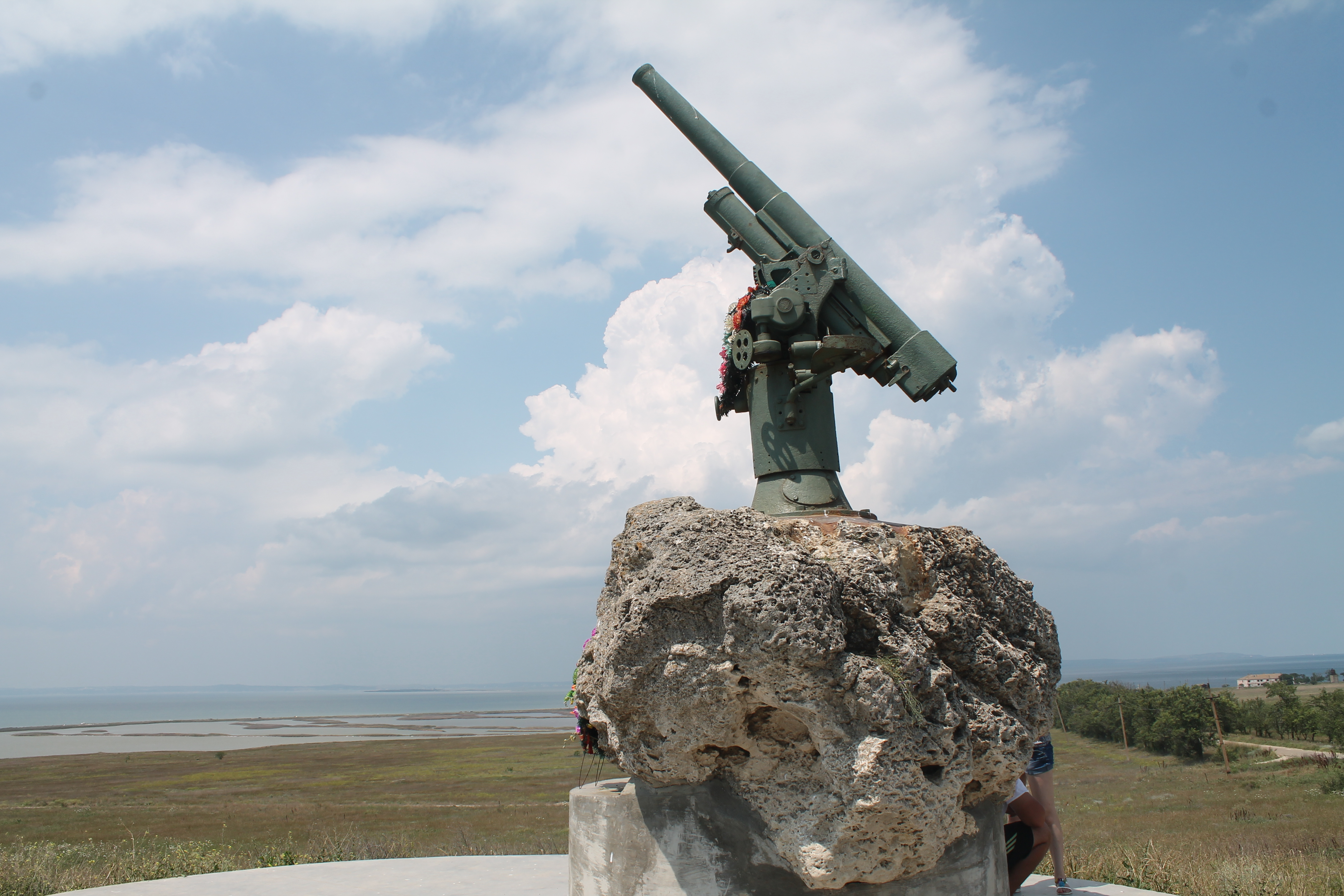
为纪念1943-1944年牺牲在刻赤-埃利季根战役（英语：Kerch–Eltigen Operation）中的伞兵，在刻赤海峡塔曼湾建造的纪念碑